# دول أرزن (نمة شير)
دول أرزن (بالفارسية: دول ارزن) هي قرية تقع في إيران في قسم نمة شیر الريفي. يقدر عدد سكانها بـ 402 نسمة بحسب إحصاء 2016.